# Cardiocondyla sahlbergi
Cardiocondyla sahlbergi é uma espécie de formiga do gênero Cardiocondyla, pertencente à subfamília Myrmicinae.